# Casa Armet
La casa Armet es un edificio modernista proyectado por el arquitecto Ferran Romeu i Ribot en el año 1898 y situado en la avenida de Gracia de San Cugat del Vallés, en la comarca catalana del Vallés Occidental.
Diseñada como una casa de veraneo por encargo de un barcelonés, constituye el primer ejemplo de modernismo en Sant Cugat.
Ferran Romeu, conjuga por primera vez el uso del ladrillo, la piedra, la cerámica y las estructuras de madera, con claras influencias de la barcelonesa Casa Martí, que Puig i Cadafalch acababa de construir dos años atrás.
Se destacan los volúmenes en forma de módulos de líneas rectas con elementos neogóticos. La fachada está decorada con un friso de azulejo de mayólica de colores.
La mansión conserva su jardín donde en el año 1899, se construyó un molino de viento y un depósito de agua sobre una estructura de ladrillo visto de gran interés formal y estructural.